# 0711 / Cycling
0711 / Cycling ist ein ehemaliges deutsches Radsportteam mit Sitz in Stuttgart.

## Geschichte
Unter der Federführung der ehemaligen Profis Olaf Pollack und Julian Rammler begann im Sommer 2012 die Planung des Nachwuchsteams Team Stuttgart. Mit dem Namen wollte man an das von Winfried Holtmann im Jahre 1990 gegründete Team Stuttgart erinnern, aus welchem im darauffolgenden Jahr das Profiradsportteam T-Mobile entstand. Der Fokus und die Teamphilosophie wurden auf die Entwicklung von jungen Radsportlern, bestenfalls aus der Region Stuttgart, angelegt. Im Jahr 2013 startete man mit der aus Österreich stammende Fahrradmarke Simplon in der U23-Radbundesliga in seine erste Saison.

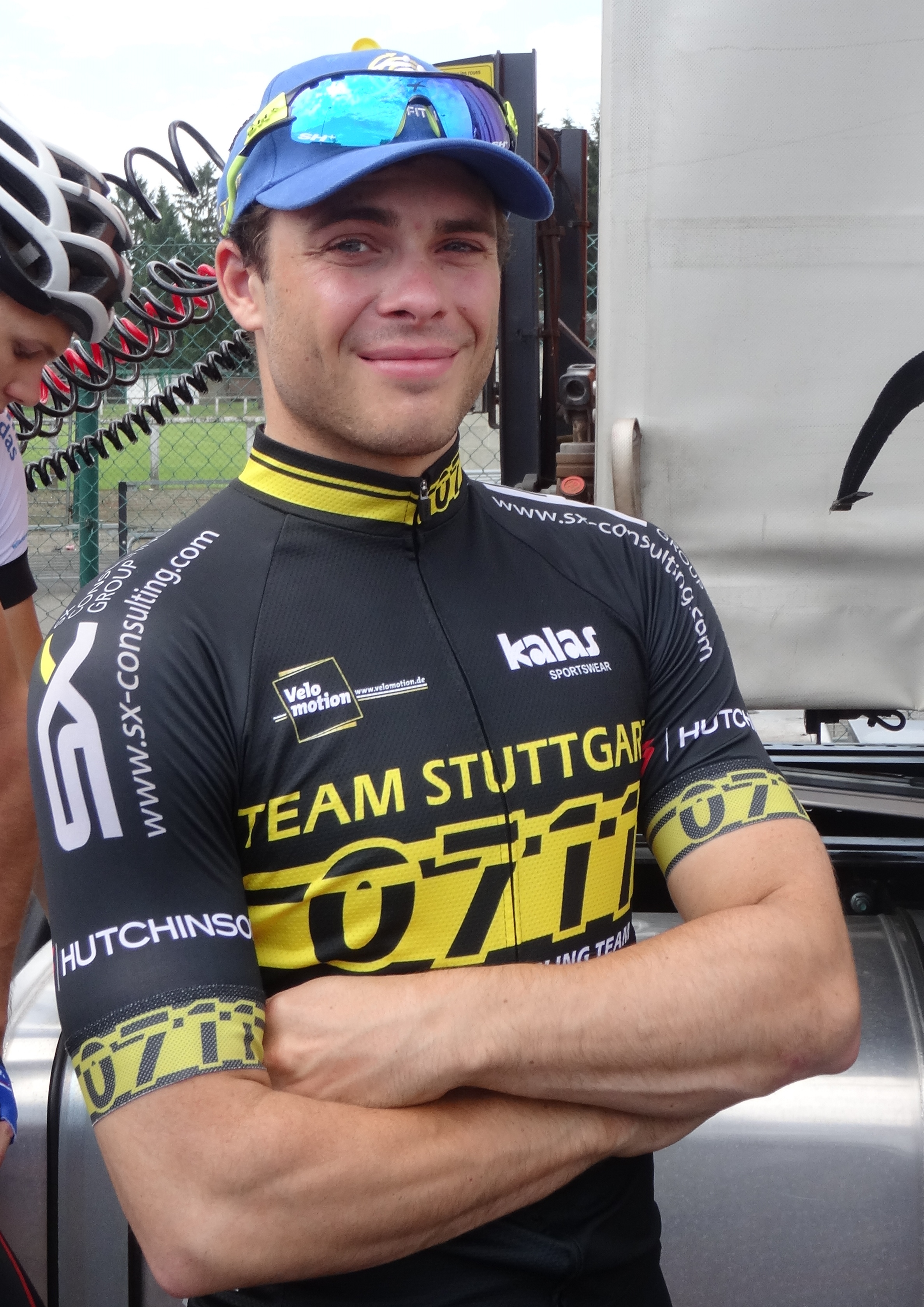
Tino Thömel vor dem Start von Memorial Philippe Van Coningsloo

In der Saison 2014 ist die Mannschaft als Continental Team registriert. Im Massensprint auf der sechsten Etappe der Tour of China I sorgte Neuzugang Tino Thömel für den ersten  internationalen Sieg des Teams.
Zur Saison 2016 wurde das Team nach dem neuen Hauptsponsor, der dänischen Firma Christina Jewelry, welcher zuvor das Team Christina Watches unterstützte, in Christina Jewelry Pro Cycling umbenannt. Organisatorisch blieb das Team in Stuttgart beheimatet und fuhr weiterhin unter deutscher Lizenz. Neuer Kapitän wurde Stefan Schumacher, der bereits von 2012 bis 2014 für Christina Watches fuhr. Des Weiteren wechselte man von Simplon auf den belgischen Fahrradhersteller Reven. Höhepunkt der Saison war der Sieg im Gesamtklassement der Marokko-Rundfahrt durch Stefan Schumacher.
Nach dem Rückzug von Christina Jewelry als Sponsor, startete das Team als 0711 Cycling in die Saison 2017; mit dem Namen sollte die Verbindung zu Stuttgart, dessen Telefonvorwahl 0711 lautet, ausgedrückt werden. In der Saison 2018 war das Team ohne Lizenz als UCI Continental Team und wurde aufgelöst.

## Organisation
| Jahr | UCI-Code | Name                          | Lizenz   | Fahrrad | Personal                                                             |
| ---- | -------- | ----------------------------- | -------- | ------- | -------------------------------------------------------------------- |
| 2017 | CYC      | 0711 / Cycling                | CT       | Reven   | Manager: Julian Rammler Sportl. Leiter: Olaf Pollack, Philipp Strack |
| 2016 | SGT      | Christina Jewelry Pro Cycling | CT       | Reven   | Manager: Julian Rammler Sportl. Leiter: Olaf Pollack, Luc Schuddinck |
| 2015 | SGT      | Team Stuttgart                | CT       | Simplon | Manager: Julian Rammler Sportl. Leiter: Olaf Pollack, Luc Schuddinck |
| 2014 | SGT      | Team Stuttgart                | CT       | Simplon | Manager: Julian Rammler Sportl. Leiter: Olaf Pollack                 |
| 2013 |          | Team Stuttgart                | National | Simplon | Manager: Julian Rammler Sportl. Leiter: Olaf Pollack                 |

## Saison 2017
Abgänge – Zugänge
| Zugänge                       | Team 2016            | Abgänge            | Team 2017            |
| ----------------------------- | -------------------- | ------------------ | -------------------- |
| Eric Alfaro                   | Neoprofi             | Till Drobisch      |                      |
| Jonas Engel                   | Neoprofi             | Mathias Krigbaum   | ColoQuick            |
| Henrik Hamm                   | Team Kuota-Lotto     | Stefan Schumacher  | Kuwait–Cartucho.es   |
| Yannick Mayer                 | Veranclassic-AGO     | Morten Gadgaard    |                      |
| Nicola Toffali (seit 1. März) | Team Roth            | Joshua Stritzinger | Team Lotto–Kern Haus |
| Max Wörner                    | Team Lotto–Kern Haus | Frederik Zeuner    |                      |
|                               |                      | Joshua Stritzinger | rad-net Rose Team    |
|                               |                      | Georg Loef         | Team Heizomat        |
|                               |                      | Florian Nowak      |                      |
|                               |                      | Julian Schulze     |                      |

Mannschaft
| Teamkader 2017                                 | Teamkader 2017     | Teamkader 2017 | Teamkader 2017          |
| Name                                           | Geburtsdatum       | Land           | Vorheriges Team         |
| ---------------------------------------------- | ------------------ | -------------- | ----------------------- |
| René Alcázar                                   | 30. März 1990      | Mexiko         |                         |
| Eric Alfaro Dufour                             | 24. Februar 1996   | Spanien        |                         |
| Jonas Engel                                    | 26. August 1994    | Deutschland    |                         |
| Arnold Fiek                                    | 13. Oktober 1993   | Deutschland    |                         |
| Moritz Fußnegger                               | 15. Februar 1996   | Deutschland    | MLP Bergstraße (2015)   |
| Henrik Hamm                                    | 25. Oktober 1997   | Deutschland    |                         |
| Jan Hugger (21. Jun.–31. Dez.)                 | 10. Juli 1998      | Deutschland    |                         |
| Yannick Mayer                                  | 15. Februar 1991   | Deutschland    | Veranclassic-Ago (2016) |
| Nicola Toffali (1. Mär.–31. Dez.)              | 20. Oktober 1992   | Italien        |                         |
| Max Wörner                                     | 22. September 1996 | Deutschland    |                         |
| Alexandre Ballet (1. Aug.–31. Dez., Stagiaire) | 18. Oktober 1995   | Schweiz        |                         |
|                                                |                    |                |                         |
| Quelle: ProCyclingStats                        |                    |                |                         |

Anmerkung: René Alcázar
Anmerkung: Eric Alfaro Dufour
Anmerkung: Jonas Engel
Anmerkung: Arnold Fiek

## Saison 2014 bis 2016
- Christina Jewelry Pro Cycling/Saison 2016
- Team Stuttgart/Saison 2015
- Team Stuttgart/Saison 2014

## Saison 2013
Mannschaft
| Fahrer               | Jahrgang | Nationalität |
| -------------------- | -------- | ------------ |
| Stephan Bawey        | 1988     | Deutschland  |
| Jonas Engel          | 1994     | Deutschland  |
| Kai Kautz            | 1989     | Deutschland  |
| Georg Loef           | 1994     | Deutschland  |
| Kilian Pfeffer       | 1986     | Deutschland  |
| Sascha Schneider     | 1987     | Deutschland  |
| Timur Selvi          | 1990     | Deutschland  |
| Jonas Tenbrück       | 1993     | Deutschland  |
| Marc-André Tzschupke | 1994     | Deutschland  |
| Simon Walker         | 1992     | Deutschland  |
| Marcel Weber         | 1988     | Deutschland  |

## Platzierungen in UCI-Ranglisten
UCI Africa Tour
| Saison    | Mannschaftswertung | Fahrerwertung           |
| --------- | ------------------ | ----------------------- |
| 2014-2015 | -                  | -                       |
| 2016      | 11.                | Stefan Schumacher (55.) |

UCI Asia Tour
| Saison | Mannschaftswertung | Fahrerwertung            |
| ------ | ------------------ | ------------------------ |
| 2014   | 52.                | Tino Thömel (63.)        |
| 2015   | -                  | -                        |
| 2016   | 52.                | Stefan Schumacher (250.) |

UCI Europe Tour
| Saison | Mannschaftswertung | Fahrerwertung            |
| ------ | ------------------ | ------------------------ |
| 2014   | 82.                | Alexander Krieger (144.) |
| 2015   | 124.               | Johannes Weber (855.)    |
| 2016   | 120.               | Stefan Schumacher (869.) |